# Anand Nagar
Anand Nagar é uma vila no distrito de Dhubri, no estado indiano de Assam.

## Demografia
Segundo o censo de 2001, Anand Nagar tinha uma população de 5026 habitantes. Os indivíduos do sexo masculino constituem 52% da população e os do sexo feminino 48%. Anand Nagar tem uma taxa de literacia de 48%, inferior à média nacional de 59,5%; com 61% para o sexo masculino e 39% para o sexo feminino. 19% da população está abaixo dos 6 anos de idade.